# Mestaruussarja 1932
La Mestaruussarja 1932 fu la ventiquattresima edizione della massima serie del campionato finlandese di calcio, la terza come Mestaruussarja. Il campionato, con il formato a girone unico e largheggiato introducendo per la prima volta il ritorno raddoppiandone la durata, e composto da otto squadre, venne vinto dell'HPS.

## Squadre partecipanti
| Club        | Città    | Stagione 1931              |
| ----------- | -------- | -------------------------- |
| Åbo IFK     | Turku    | 1º posto in B-sarja        |
| HIFK        | Helsinki | Campione di Finlandia      |
| HPS         | Helsinki | 2º posto in Mestaruussarja |
| HT Helsinki | Helsinki | 2º posto in B-sarja        |
| KIF         | Helsinki | 4º posto in Mestaruussarja |
| Sudet       | Viipuri  | 6º posto in Mestaruussarja |
| TPS         | Turku    | 3º posto in Mestaruussarja |
| VPS         | Vaasa    | 5º posto in Mestaruussarja |

## Classifica finale
|  | Pos. | Squadra     | Pt | G  | V | N | P | GF | GS | DR  |
|  | ---- | ----------- | -- | -- | - | - | - | -- | -- | --- |
|  | 1.   | HPS         | 20 | 14 | 8 | 4 | 2 | 49 | 26 | +23 |
|  | 2.   | VPS         | 19 | 14 | 8 | 3 | 3 | 51 | 35 | +26 |
|  | 3.   | HIFK        | 17 | 14 | 7 | 3 | 4 | 44 | 26 | +18 |
|  | 4.   | TPS         | 15 | 14 | 6 | 3 | 5 | 37 | 29 | +8  |
|  | 5.   | Sudet       | 13 | 14 | 6 | 1 | 7 | 32 | 36 | -4  |
|  | 6.   | Åbo IFK     | 10 | 14 | 5 | 0 | 9 | 20 | 45 | -25 |
|  | 7.   | HT Helsinki | 9  | 14 | 4 | 1 | 9 | 27 | 44 | -17 |
|  | 8.   | KIF         | 9  | 14 | 4 | 1 | 9 | 22 | 41 | -19 |

Legenda:
      Campione di Finlandia
      Retrocesse in B-Sarja
Note:
Due punti a vittoria, uno a pareggio, zero a sconfitta.